# 象岩
象岩（英語：Elephant Rocks）是南極洲的岩石，位於帕默群島，處於托格森島和亞瑟港西南面入口處之間，被國際鳥盟列為重點鳥區，現時由南極條約體系管理。
64°46′S 64°05′W / 64.767°S 64.083°W